# Цунехару Такеда
Цунехару Такеда (на японски: 竹田恒治; на английски: Tsuneharu Takeda) е японски дипломат. В периода от 1 октомври 2007 до 29 ноември 2010 година е посланик на Япония в България.

## Биография
Цунехару Такеда е роден на 3 август 1944 година. Има бакалавърска степен от Юридическия факултет на университет в Токио и магистърска степен по бизнес администрация от Калифорнийския университет, Бъркли. Дългогодишен служител на корпорацията „Иточу“ („C. Itoh & Co.“), издига се до ръководител на представителството във Вашингтон. От юни 2005 година до юли 2007 година е президент на дъщерната „Central Engineering & Construction Co“.

## Награди и отличия
На 28 септември 2010 година тогавашният президент на България Георги Първанов връчва на посланика почетното звание – орден „Стара планина“.